# 東門之戰
東門之戰發生於前719年，衛國、宋國、陳國及蔡國攻打鄭國的一場戰爭。
前719年，衛國州吁弒衛桓公自立，打着鄭莊公胞弟共叔段在衛國避難的兒子公孫滑的旗號，通過行賄等手段及宋殤公不滿鄭國收留他的堂兄公子馮，糾合陳國、蔡國、宋國攻打鄭國，圍攻鄭國的東門，五日後才退兵。此戰不單延續因公孫滑挑起鄭、衛之間的戰爭，更開啟了一連串鄭莊公與眾諸侯（尤其是宋殤公）的戰役。